# Jacques Le Brun
Jacques Le Brun (18 de mayo de 1931 - 6 de abril de 2020) fue un historiador francés especializado en el estudio del cristianismo en el siglo XVII y en literatura cristiana.

## Biografía
Las primeras obras de Le Brun estaban relacionadas con Jacques-Bénigne Bossuet. Fue director de estudios honorarios en la École pratique des hautes études y presidente de la historia del catolicismo moderno en la escuela. Además de su investigación, también editó las obras de François Fénelon. 

## Fallecimiento
Jacques Le Brun murió el 6 de abril de 2020 a los 88 años, después de contraer COVID-19 durante la pandemia de enfermedad por coronavirus causada por el virus del SARS-CoV-2.

## Publicaciones
- Bossuet (1970)
- Les Opuscules spirituels de Bossuet. Recherches sur la Tradición nancéienne (1970)
- La spiritualité de Bossuet (1972)
- Le Pur Amour de Platon à Lacan (2002)
- La Jouissance et le Problema. Recherches sur la littérature chrétienne de l'âge classique (2004)
- Le Pouvoir d'abdiquer. Essai sur la déchéance volontaire (2009)
- Sœur et amante. Les Biografías spirituelles féminines du XVIIe siècle (2013)
- Dieu, un pur rien. Angelus Silesius, poésie, métaphysique et mystique (2019)